# André Roux (amiral)
Pour les articles homonymes, voir André Roux et Roux.
André Roux, né le 7 février 1907 à Rennes (Ille-et-Vilaine) et mort le 3 décembre 1983 à Léhon dans les Côtes-du-Nord. C'est un officier général de la marine nationale française, compagnon de la Libération.

## Biographie
Fils d'un agent d'assurances, il est scolarisé à Rennes puis à Saint-Brieuc. Il entre à l'École navale en 1926. À partir de 1929, il embarque sur différentes unités avant de devenir officier fusilier.
 Lieutenant de vaisseau en 1938, il embarque sur l'aviso colonial Savorgnan de Brazza en Indochine.

### Seconde Guerre mondiale
En février 1940 il est de retour en métropole. À bord du Savorgnan de Brazza, André Roux prend part à l'expédition de Norvège. En mai 1940, il participe à l'évacuation de la poche de Dunkerque et gagne ensuite Portsmouth. Dès juillet 1940, il s'engage dans les Forces navales françaises libres. Le mois suivant il commande le Savorgnan de Brazza qui escorte un convoi vers l'Afrique. Il prend part à la bataille de Dakar puis aux combats de Libreville en novembre 1940
Capitaine de corvette en avril 1941 il patrouille avec son bâtiment dans l'océan Indien et en mer Rouge. Début 1942, il escorte des convois dans l'Atlantique. Il quitte son commandement en août 1942 pour être affecté à l'état-major des FNFL où il sera directeur du personnel à Londres puis à Alger.
Capitaine de frégate en avril 1943. Il octobre 1943 commande la 1re division d'escorteurs en Méditerranée. Il est ensuite affecté début 1945, à un poste à la mission navale de Londres avant son retour à Cherbourg en août 1945. Il est fait Compagnon de la Libération le 17 novembre 1945.

### Après-guerre
Après la guerre, il est chef d'état-major de la marine à Madagascar de 1946 à 1948.

Capitaine de vaisseau, il commande le port et le dépôt de Cherbourg.
En 1952, il part pour l'Indochine où il commande la marine du Centre-Viêt Nam et la flottille de patrouilleurs. En juillet de cette même année, il s'y distingue en menant à bien une opération amphibie.En 1955, il est le commandant de la Marine au Havre, puis en 1958, il est nommé major général de la base navale de Mers El-Kébir.
Contre-amiral en 1961, il est désigné inspecteur des réserves de la Marine.
 Il est versé dans la 2e section en 1962.

Il s'investit dans la Société nationale de sauvetage en mer. Il y est conseiller puis chef de service et enfin secrétaire général.
Il décède à 76 ans le 3 décembre 1983 à Léhon dans les Côtes-du-Nord. Un square de la ville de Rennes porte son nom.

## Distinctions
- Grand officier de la Légion d'honneur
- Compagnon de la Libération par décret du 17 novembre 1945
- Croix de guerre 1939–1945 (5 citations)
- Croix de guerre des Théâtres d'opérations extérieurs
- Médaille de la Résistance française avec rosette par décret du 31 mars 1947[4]
- Commandeur de l'ordre du Mérite maritime
- Médaille coloniale avec agrafe « Érythrée »